# Raoul Thörnblad

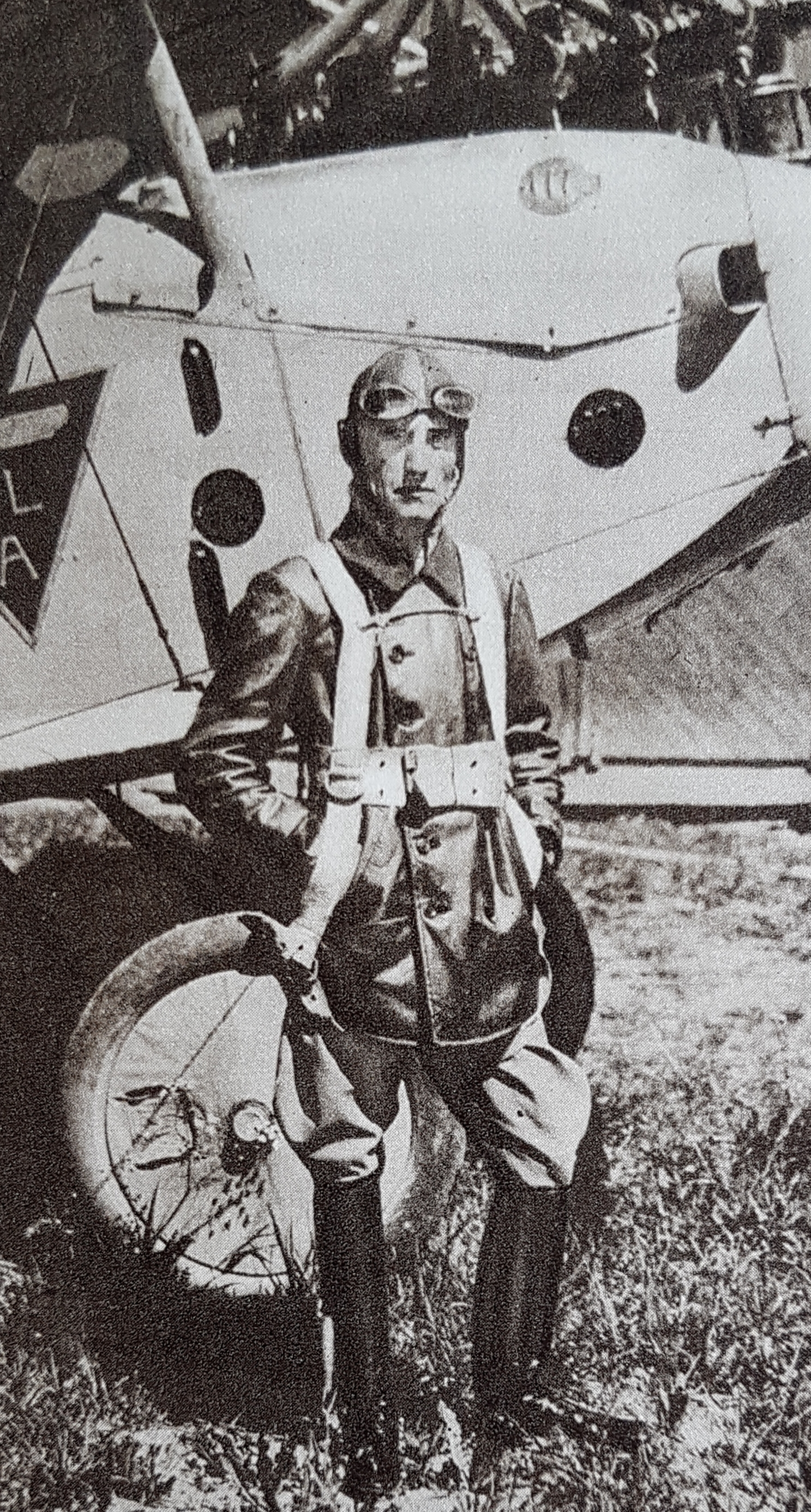
Raoul Thörnblad

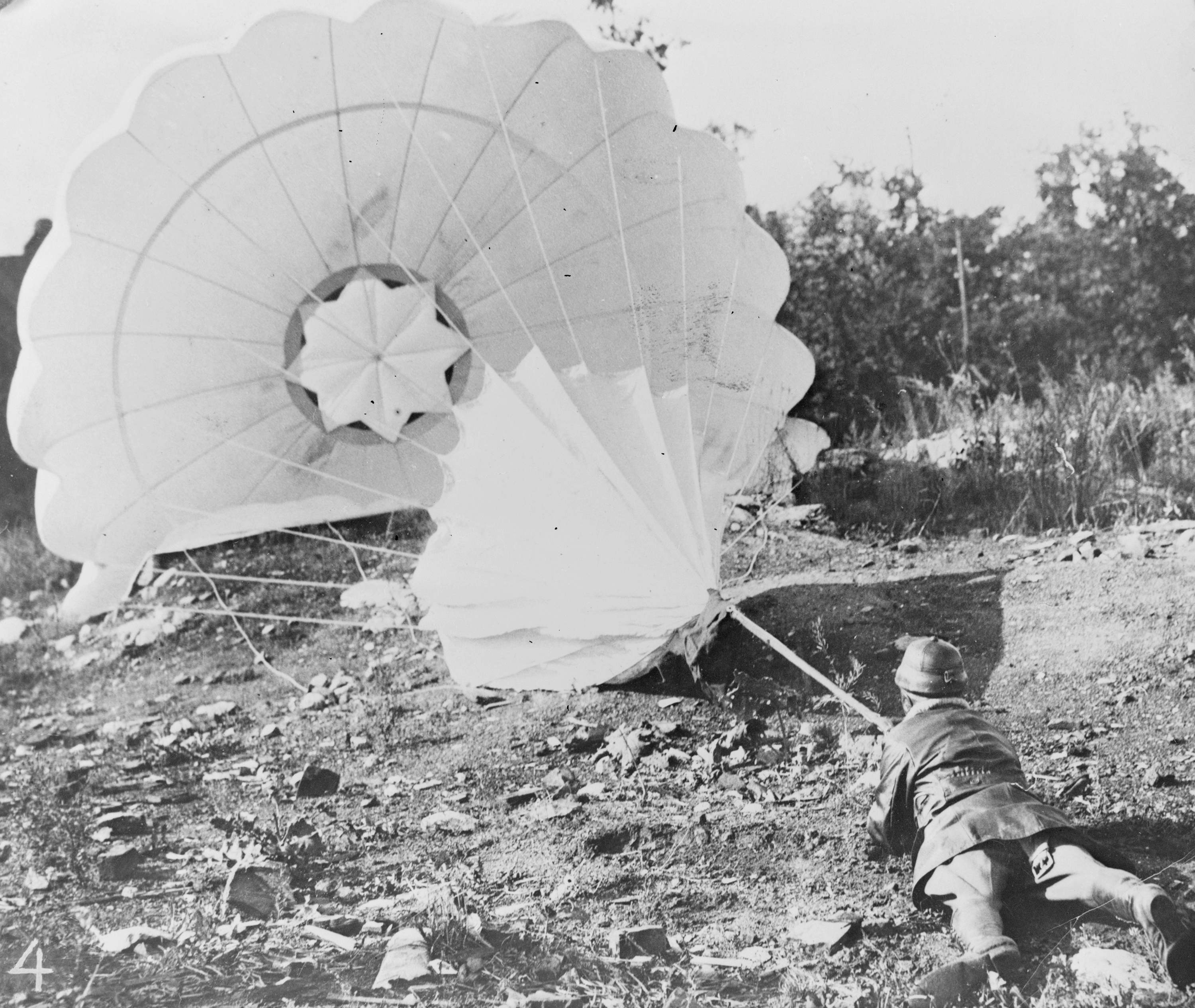
Fallskärmstest vid Malmslätt kring 1920, med fallskärm av typen Thörnblad.

Axel Raoul Thörnblad, född 4 december 1891 i Stockholm, död 1 juni 1955, var en svensk kapten och fallskärmskonstruktör. Thörnblad kom att bli svensk fallskärmspionjär och blev 1920 den första svensk som genomförde ett fallskärmshopp i Sverige.

## Biografi
Raoul Thörnblads föddes i Stockholm som yngre bror till Thor Thörnblad. Raoul var intresserad av gymnastik och sökte senare till Försvarsmakten där han 1914 blev underlöjtnant och 1918 löjtnant i Fortifikationens reserv. Under första världskriget var brodern kommenderad till Tyskland för militärtekniska studier. Bland annat rapporterade han om det tyska bruket av fallskärm 1917. Han delade med sig av sina kunskaper om fallskärmar till sin bror Raoul som under  militärtiden började ägna sig åt fallskärmsverksamhet. Han började också intressera sig för fallskärmskonstruktion.
Den 9 juni 1920 genomförde Thörnblad sitt och, vad som samtidigt visade sig bli, det överhuvudtaget första fallskärmshoppet i Sverige av en svensk vid Malmslätt utanför Linköping. Under perioden juni 1920 till april 1926 gjorde Thörnblad 51 fallskärmshopp från flygplan där fallhöjden varierat från 100 meter upp till 2 700 meter. Under denna tid konstruerade han även en egen fallskärmstyp som vann stort erkännande för sin pålitlighet och sin enkla konstruktion.

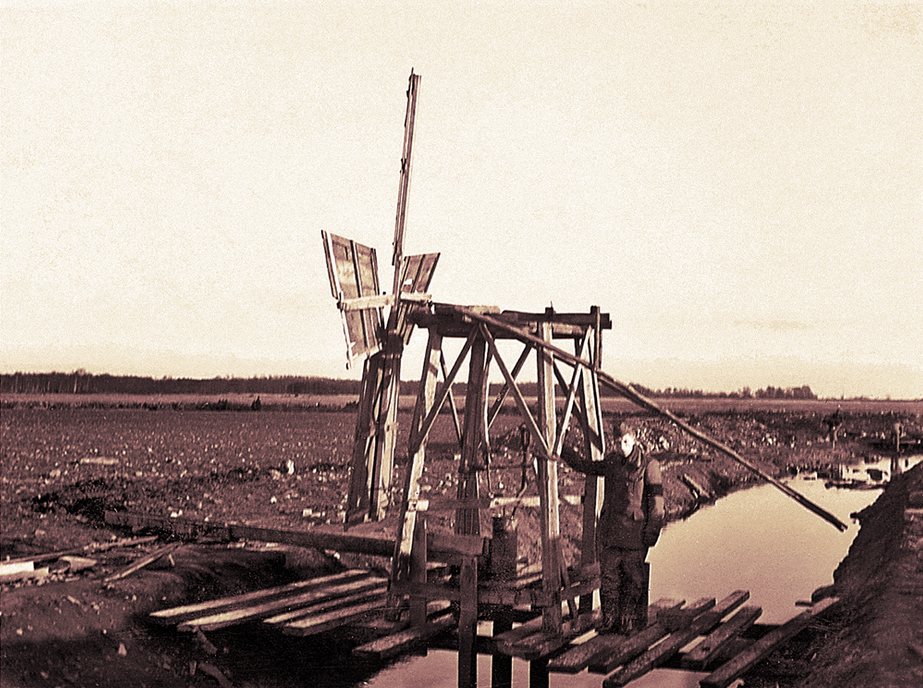
Raoul Thörnblad vid en vindsnurra som skulle pumpa vatten till "Föralinjen".

Vid den internationella luftfartsutställningen i Göteborg 1923 (ILUG 1923) utförde Thörnblad sammanlagt tre hopp med sin egenkonstruerade fallskärm varav det andra hoppet den 9 augusti skedde inför kung Gustaf V. År 1924 publicerade Thörnblad boken Fallskärm system Raoul Thörnblad och den 22 november 1927 fick Thörnblad patent på sin fallskärmstyp i USA (patentnummer 1,649,934) och den 27 december samma år i Kanada (patentnummer 276620).
År 1940 förflyttades Thörnblad, som nu var kapten i ingenjörskompaniet L 12 till Öland för att bygga "Föralinjen", ett försvarsprojekt under ledning av major Nils Hallström. Föralinjen var tänkt att bli en fem km lång vattenfylld stridsvagnsgrav omgiven av översvämmade träskmarker. Projektet avslutades aldrig utan slutade istället med krigsrätt för Thörnblad som emellertid blev frikänd.
1944 flyttade Thörnblad till Oskarshamns kommun där han köpte huset "Stenvillan" i Vånevik. Där startade han en kommersiell odling av fruktträd och jordgubbar. År 1955 avled Thörnblad vid en ålder av 64 år; han begravdes vid Påskallaviks kyrka i Döderhults församling.